# Lopaš (gmina Požega)
Lopaš (cyr. Лопаш) – wieś w Serbii, w okręgu zlatiborskim, w gminie Požega. W 2011 roku liczyła 528 mieszkańców.